# William Latimer (Geistlicher)
William Latimer (* um 1467; † 1545) war ein englischer Geistlicher, Gelehrter und Humanist.

## Leben und Wirken
Er war der Sohn des John Latimer und stammte aus der Diözese von Worcester, vielleicht aus dem Umfeld der Pfarrei St. Mary, Worcester, einer Kirche, die er in seinem Testament mit einem Vermächtnis bedachte. Latimer studierte an der Universität von Oxford und erwarb den Grad des Bachelor of Arts, bevor er 1489 als Stipendiat und Fellow am All Souls College in Oxford angenommen wurde. In den 1490er Jahren ging Latimer nach Italien, um das Altgriechische weiter zu studieren, schließlich erhielt er seinen Magister artium im Jahre 1502 durch die Universität von Ferrara.
Kurz nachdem er 1502 wieder nach England zurückgekehrt war, erwarb Latimer sein Weihesakrament. Mehrfach unterrichtete er zeitweise am Canterbury College in Oxford, wo er unter anderem Reginald Pole unterrichtete.
Latimer war ein bedeutender Gelehrte seiner Zeit, eine Tatsache, die durch seine Wahl als Poles Tutor Ausdruck fand. Auch in der Rolle als Berater Heinrichs VIII. bei der Scheidung von seiner Ehefrau Katharina von Aragon spielte er mit seinen theologischen Ausführungen eine wichtige Rolle. Latimer korrespondierte mit Thomas More und Erasmus, mit Richard Pace war er befreundet. Letzterer suchte seine Hilfe bei der Übersetzung des Neuen Testaments.
Latimer starb zwischen April und Oktober 1545, das genaue Datum seines Todes ist unbekannt.